# Gira Doble Vida
La Gira Doble Vida fue una gira de conciertos realizada por la banda de rock argentina Soda Stereo durante 1988 y 1989 como promoción de su álbum del mismo nombre.
Además, en este tour, llegaron a tener su primer concierto en Estados Unidos, el 7 de julio de 1988, como inicio de la gira.

## Lista de temas de la gira
La siguiente lista presenta las canciones que la banda tocó en el Estadio Obras Sanitarias el 3 de diciembre de 1988 y no representa a todos los conciertos de la gira.
1. Juego de Seducción
2. En la Ciudad de la Furia
3. Lo Que Sangra (La Cúpula)
4. Estoy Azulado
5. En el Borde
6. El Cuerpo del Delito
7. Languis
8. Día Común - Doble Vida
9. Danza Rota
10. Corazón Delator
11. El Ritmo de Tus Ojos
12. Pícnic en el 4°B
13. Final Caja Negra
14. El Tiempo es Dinero
15. El Rito
16. Signos
17. Cuando Pase el Temblor
18. Sobredosis de TV
19. Vita-Set
20. Persiana Americana

Bis
1. Lo Que Sangra (La Cúpula) (Bis)
2. Prófugos
3. Terapia de Amor Intensiva
4. Nada Personal

## Fechas de la gira
| Fecha                    | Ciudad                | País           | Lugar                                   |
| ------------------------ | --------------------- | -------------- | --------------------------------------- |
| 7 de julio de 1988       | Nueva York            | Estados Unidos | The Tunnel                              |
| 5 de septiembre de 1988  | La Paz                | Bolivia        | Estadio Hernando Siles                  |
| 6 de septiembre de 1988  | Cochabamba            | Bolivia        | Coliseo de la Coronilla                 |
| 11 de septiembre de 1988 | Ciudad de México      | México         | Programa Mala Noche                     |
| 22 de septiembre de 1988 | Ciudad de México      | México         | Discoteca La Puerta de Alcalá           |
| 23 de septiembre de 1988 | Ciudad de México      | México         | Discoteca La Puerta de Alcalá           |
| 24 de septiembre de 1988 | Ciudad de México      | México         | Discoteca La Puerta de Alcalá           |
| 30 de septiembre de 1988 | León                  | México         | Domo de la Feria                        |
| 1 de octubre de 1988     | Guadalajara           | México         | Plaza de Toros Nuevo Progreso           |
| 2 de octubre de 1988     | Ciudad de México      | México         | Auditorio Nacional                      |
| 7 de octubre de 1988     | Torreón               | México         | Estadio Revolución                      |
| 8 de octubre de 1988     | Chihuahua             | México         | La Herradura                            |
| 9 de octubre de 1988     | Ciudad Juárez         | México         | Plaza de Toros Alberto Balderas         |
| 12 de octubre de 1988    | Morelia               | México         | Plaza de Toros "Palacio de Arte"        |
| 15 de octubre de 1988    | Monterrey             | México         | Plaza de Toros Monumental               |
| 20 de octubre de 1988    | Monterrey             | México         | Gimnasio Nuevo León                     |
| 22 de octubre de 1988    | Tamaulipas            | México         | Plaza de Toros Reynosa                  |
| 23 de octubre de 1988    | Tampico               | México         | Centro de Convenciones de Ciudad Madero |
| 26 de octubre de 1988    | Poza Rica             | México         | Estadio de Béisbol Jara Corona          |
| 29 de octubre de 1988    | Ciudad de México      | México         | Universidad del Valle                   |
| 30 de octubre de 1988    | Acapulco              | México         | Estadio Unidad Deportiva                |
| 3 de noviembre de 1988   | Hermosillo            | México         | Centro de Usos Múltiples                |
| 5 de noviembre de 1988   | Mexicali              | México         | Plaza de Toros Calafia                  |
| 6 de noviembre de 1988   | San Diego             | Estados Unidos | Auditorio de Tijuana                    |
| 8 de noviembre de 1988   | Ciudad de México      | México         | Estudio J. Televisa                     |
| 19 de noviembre de 1988  | Buenos Aires          | Argentina      | Programa Badia y Cia                    |
| 22 de noviembre de 1988  | Bogotá                | Colombia       | Plaza de Toros La Santamaría            |
| 24 de noviembre de 1988  | Medellín              | Colombia       | Estadio Iván de Bedout                  |
| 3 de diciembre de 1988   | Buenos Aires          | Argentina      | Estadio Obras Sanitarias                |
| 7 de diciembre de 1988   | Santa Fe              | Argentina      | Estadio Universidad Tecnológica         |
| 8 de diciembre de 1988   | Resistencia           | Argentina      | Club Sarmiento                          |
| 9 de diciembre de 1988   | Rosario               | Argentina      | Estadio Rosario Central                 |
| 10 de diciembre de 1988  | San Luis              | Argentina      | Estadio Franco Muggeri                  |
| 11 de diciembre de 1988  | Mendoza               | Argentina      | Estadio Mundialista                     |
| 12 de diciembre de 1988  | San Juan              | Argentina      | Estadio Desamparados                    |
| 14 de diciembre de 1988  | La Plata              | Argentina      | Estadio Atenas                          |
| 15 de diciembre de 1988  | Córdoba               | Argentina      | Estadio Chateau Carreras                |
| 17 de diciembre de 1988  | Neuquén               | Argentina      | Estadio Ruca Che                        |
| 18 de diciembre de 1988  | Cutral Co             | Argentina      | Estadio Cerrado                         |
| 20 de diciembre de 1988  | Viedma                | Argentina      | Club San Martín                         |
| 23 de diciembre de 1988  | Ramallo               | Argentina      | Complejo del Valle                      |
| 25 de diciembre de 1988  | Buenos Aires          | Argentina      | La Casona Discoteque                    |
| 27 de diciembre de 1988  | Buenos Aires          | Argentina      | Avenida 9 de Julio                      |
| 30 de diciembre de 1988  | Junín                 | Argentina      | Estadio Eva Perón                       |
| 6 de enero de 1989       | Formosa               | Argentina      | Anfiteatro de la Juventud               |
| 7 de enero de 1989       | Resistencia           | Argentina      | Chaco For Ever                          |
| 8 de enero de 1989       | Posadas               | Argentina      | Anfiteatro Manuel Ramírez               |
| 12 de enero de 1989      | Miramar               | Argentina      | Teatro Gran Rex                         |
| 13 de enero de 1989      | Villa Gesell          | Argentina      | Canódromo                               |
| 15 de enero de 1989      | Bahía Blanca          | Argentina      | Estadio Roberto Natalio Carminatti      |
| 17 de enero de 1989      | Mar del Plata         | Argentina      | Superdomo                               |
| 18 de enero de 1989      | Mar del Plata         | Argentina      | Superdomo                               |
| 19 de enero de 1989      | San Bernardo          | Argentina      | Teatro Arenas                           |
| 20 de enero de 1989      | Villa Gesell          | Argentina      | Teatro Atlas                            |
| 22 de enero de 1989      | San Salvador de Jujuy | Argentina      | Estadio Federación                      |
| 23 de enero de 1989      | Salta                 | Argentina      | Estadio Salta Club                      |
| 25 de enero de 1989      | La Banda              | Argentina      | Estadio Vicente Rosales                 |
| 1 de febrero de 1989     | Cutral Có             | Argentina      | Club Alianza                            |
| 3 de febrero de 1989     | San Luis              | Argentina      | Anfiteatro El Chorrillo                 |
| 6 de febrero de 1989     | San Bernardo          | Argentina      | Teatro Arenas                           |
| 7 de febrero de 1989     | Villa Gesell          | Argentina      | Teatro Atlas                            |
| 8 de febrero de 1989     | Miramar               | Argentina      | Teatro Gran Rex                         |
| 9 de febrero de 1989     | Mar del Plata         | Argentina      | Superdomo                               |
| 10 de febrero de 1989    | Mar del Plata         | Argentina      | Superdomo                               |
| 12 de febrero de 1989    | Necochea              | Argentina      | Club Huracán                            |

## Músicos invitados
- Daniel Sais: Teclados

- Marcelo Sánchez: Saxo y guitarra

- Datos: Q21002902